# Pipin den Lille
Pipin den Lille (Pipin den yngre eller Pipin III fr. Pépin le bref (ca. 714 i Jupille nær Liège – 24. september 768 i Paris) var frankisk konge. Han var søn af Karl Martell og Chrotrudis. Pipin var gift med Bertrada af Laon (Berta), datter af Charibert af Laon, og fik med hende to børn, hvoraf den ene var den senere kejser, Karl den Store.
Ved sin faders død i 741 fik Pipin i sin egenskab af Major Domus styret over Neustrien, Burgund og Provence. Rigets tyske dele tilfaldt broderen Karloman (ca. 706/716 – 17. juli eller 17. august 754 i Wien).
Sejre i krige mod akvitanere, alemannere, bayrere og saksere befæstede hans stilling, og da Karloman 747 blev munk, samlede Pipin hele frankerriget i sin hånd. Han ville da også antage kongetitlen, og med sine stormænds bifald indhentede han pave Zacharias' velsignelse til tronbestigelsen. Zacharias siges at have givet det kendte svar, at kongetitlen hellere burde tilhøre den, der havde magten, end den, der savnede kongemyndighed. Det var et verdenshistorisk øjeblik, da Pipin på en rigsforsamling i Soissons (751 eller 752) hyldedes som frankernes konge, og den sidste merovinger indsattes i et kloster. 
Til gengæld for pavens hjælp styrkede den nye konge pavestolen i to felttog mod langobarderne (755-756) og garanterede dens første verdslige besiddelser, hvorfor han er kaldt Kirkestatens grundlægger. Af pave Stefan III fik han titlen Patricius romanorum. Også andre end langobarderne lærte Pipins styrke at kende: araberne tabte i 759 deres sidste besiddelser nord for Pyrenæerne, saksere og bayrere led nederlag, den urolige hertug Waifar af Akvitanien mistede efter ni års krig både hertugdømmet og livet i 768. Kong Pipin fandt tid til at organisere forvaltning og den almindelige orden i sit rige, og også videnskaberne beskæftigede ham sig med. 

## Børn
- Karl den Store (742/748-814)
- Karloman (751-771)